# HMS Vanity (D28)
«Ваніті» (англ. HMS Vanity (D28) — військовий корабель, ескадрений міноносець «Адміралті» типу «V» Королівського військово-морського флоту Великої Британії за часів Першої та Другої світових війн.
«Ваніті» був закладений 28 липня 1917 року на верфі компанії William Beardmore & Company у Клайдбанку. 3 травня 1918 року він був спущений на воду, а 21 червня 1918 року увійшов до складу Королівських ВМС Великої Британії.
Корабель брав участь у бойових діях на морі в Першій та Другій світових війнах. У роки Другої світової переважно бився в Атлантиці, біля берегів Франції та Англії. За проявлену мужність та стійкість у боях удостоєний двох бойових відзнак.

## Історія служби
Після вступу Великої Британії у Другу світову війну у вересні 1939 року «Ваніті» був призначений до 15-ї флотилії есмінців, з базуванням у Росайті, Шотландія. Виконував завдання щодо супроводу конвою та патрулювання в Північному морі. Пізніше в цьому місяці корабель обрали для переобладнання в корабель ППО прикриття й відповідно він пройшов повний цикл переобладнання з жовтня 1939 до червня 1940 року. У липні 1940 року «Ваніті» пройшов приймальні випробування після переобладнання і 12 серпня 1940 року був прийнятий на службу, номер його вимпела змінено з D28 на L38. Продовжував службу, супроводжуючи конвої в Північному морі.
В січні 1942 року «Ваніті» перервав свої звичайні обов'язки, щоб взяти участь в операції «Перформанс», відправившись зі Скапа-Флоу на Оркнейські острови, щоб діючи разом з силами Домашнього флоту прикрити прорив торгових суден зі Швеції в Північне море через Данські протоки. У лютому 1942 року він повернувся до своїх обов'язків конвою та патрулювання в Північному морі, які виконував до лютого 1945 року.
У лютому 1945 року «Ваніті» був призначений для конвоювання та патрулювання конвою у Ла-Манші, куди Північноатлантичні конвої були перенаправлені після того, як загроза німецького повітряного нападу з Франції зменшилася, щоб посилити оборону конвою. Корабель продовжував ці операції до початку травня 1945 року до капітуляції Німеччини.